# Ореховский сельсовет (Алтайский край)
Ореховский сельсовет — муниципальное образование со статусом сельского поселения и административно-территориальное образование в Бурлинском районе Алтайского края России. Административный центр — село Орехово.

## Население
| 1997  | 1998  | 1999  | 2000  | 2001  | 2002  |
| ----- | ----- | ----- | ----- | ----- | ----- |
| 1258  | ↗1270 | ↘1262 | ↘1202 | ↘1170 | ↘1121 |
| 2003  | 2004  | 2005  | 2006  | 2007  | 2008  |
| ↘1120 | ↘1070 | ↘1052 | ↗1058 | ↘1012 | ↘963  |
| 2009  | 2010  | 2011  | 2012  | 2013  | 2014  |
| ↘927  | ↘765  | ↘762  | ↘697  | ↘663  | ↘646  |
| 2015  | 2016  | 2017  | 2018  | 2019  | 2020  |
| ↘603  | ↘582  | ↘559  | ↘552  | ↘527  | ↘498  |
| 2021  |       |       |       |       |       |
| ↘464  |       |       |       |       |       |

По результатам Всероссийской переписи населения 2010 года, численность населения муниципального образования составила 765 человек, в том числе 364 мужчины и 401 женщина. Оценка Росстата на 1 января 2012 года — 697 человек.

## Населённые пункты
В состав сельского поселения входит 2 населённых пункта:
- село Орехово,
- село Чернавка.